# FK Viktoria Žižkov
FK Viktoria Žižkov češki je nogometni klub iz Žižkova, gradske četvrti Praga. Osnovan je 1903. godine, zbog čega se smatra jednim od najstarijih čeških nogometnih klubova. Trenutačno se natječe u Bohemijskoj nogometnoj ligi, koja predstavlja 3. razred nogometnih natjecanja u Češkoj. Među najveće uspjehe kluba ubraja se osvajanje Prve čehoslovačke nogometne lige u sezoni 1927./28. Klub je i dva puta osvojio Češki nogometni kup.

## Povijest kluba

### Rane godine
Klub je osnovan 1903. godine u gradu Žižkovu, koji je od 1922. godine postao dio Praga. Najveći uspjeh u Čehoslovačkoj Viktoria je postigla u razdoblju između Prvog i Drugog svjetskog rata - do 1948. godine klub je bio treći najuspješniji klub u cijeloj Čehoslovačkoj. Godine 1928. klub je osvojio čehoslovačko prvenstvo, a sljedeće sezone 1929. osvojili su drugo mjesto. Godine 1913. klub je osvojio i Čehoslovački kup, a taj je uspjeh ponovio i 1914., 1916., 1921., 1929., 1933., i 1940. godine, a 1919. i 1920. godine bio je drugoplasiran. Klub je zahvaljujući svojim uspjesima postao poznat i izvan granica Čehoslovačke, tako da je poljski klub Victoria Jaworzno ime dobio upravo po njemu.

### Poslijeratne godine
Završetkom Drugog svjetskog rata i uspostavom komunističkog režima 1948. godine klub je degradiran u niže lige, u kojima je igrao sve do 1993. godine. Tijekom 1950-ih godina klub je nekoliko puta mijenjao svoje nazive iz Viktoria u Sokol (1950.),  Sokol ČSAD (1951.), a nakon pripajanja drugog kluba Avia Čakovice, klub je preimenovan u  TJ Slavoj Žižkov. Pod tim je imenom igrao sve do 1965. godine, kada mu se vraća povijesni dodatak Viktoria u naziv kluba.

### 1990.-te i 2000.-te
U Neovisnoj Češkoj Viktoria je ponovno zaigrala Prvoj ligi 1993. godine, i u njoj se natjecala do 2003. godine. Tijekom tih deset godina, Viktoria je zbog dobrih rezultata četiri puta zaigrala i u Europskoj ligi, ali bez većih ostvarenih rezultata.
U prvom kolu Europske lige 2001. godine, Viktoria je igrala protiv škotskog kluba Rangers. Unatoč rezultatu od 3:3, Viktoria je prošla dalje zbog gola u gostima. U drugom kolu natjecanja, Real Betis je s 4:0 izbacio klub iz nastavka natjecanja.

## Povijesni nazivi
- 1903. – SK Viktoria Žižkov (prvně název znamenal Sportovní kroužek Viktoria Žižkov, později Sportovní klub Viktoria Žižkov)
- 1950. – Sokol Viktoria Žižkov
- 1951. – Sokol ČSAD Žižkov (Sokol Československá státní automobilová doprava Žižkov)
- 1952. – TJ Slavoj Žižkov (Tělovýchovná jednota Slavoj Žižkov)
- 1965. – TJ Viktoria Žižkov (Tělovýchovná jednota Viktoria Žižkov)
- 1973. – TJ Viktoria Žižkov Strojimport (Tělovýchovná jednota Viktoria Žižkov Strojimport)
- 1982. – TJ Viktoria Žižkov PSO (Tělovýchovná jednota Viktoria Žižkov Pražská Stavební Obnova)
- 1992. – FK Viktoria Žižkov (Fotbalový klub Viktoria Žižkov)

## Klub u europskim natjecanjima

### Europska liga
| Sezona    | Kolo          | Država     | Klub               | Rezultat                     | Zgodici                                    |
| --------- | ------------- | ---------- | ------------------ | ---------------------------- | ------------------------------------------ |
| 1994./95. | Kvalifikacije | Švedska    | IFK Norrköping     | 4:3 (1:0, 3:3)               | Poborský, Trval, Kordule, Vrabec (pen.)    |
|           | 1. kolo       | Engleska   | Chelsea            | 2:4 (2:4, 0:0)               | Majoroš                                    |
| 2001./02. | 1. kolo       | Austrija   | FC Tirol Innsbruck | 0:1 (0:0, 0:–1)              |                                            |
| 2002./03. | Kvalifikacije | San Marino | SP Domagnano       | 5:0 (2:0, 3:0)               | Sabou, Stracený, Chihuri, Janoušek, Krutý  |
|           | 1. kolo       | Škotska    | Rangers            | 3:3 (2:0, 1:3 gol u gostima) | Pikl, Stracený, Marcel Lička               |
|           | 2. kolo       | Španjolska | Real Betis         | 0:4 (0:1, 0:3)               |                                            |
| 2003./04. | Kvalifikacije | Kazahstan  | Zhenis Astana      | 6:1 (3:0, 3:1)               | Dirnbach, Chihuri, Mikolanda, Pikl, Oravec |
|           | 1. kolo       | Danska     | Brøndby IF         | 0:2 (0:1, 0:1)               |                                            |

## Nagrade i postignuća
- Čehoslovačka prva liga
  - Prvaci (1): 1927./28.
- Češki nogometni kup
  - Prvaci (2): 1993./94., 2000./01.
- Druga češka nogometna liga
  - Prvaci (1): 2006./07.

## Vanjske poveznice
- (engl.) Službene stranice kluba